# Tibor Cseres
Tibor Cseres, właśc. Tibor Portik Cseres (ur. 1 kwietnia 1915 w Remetei, zm. 23 maja 1993 w Budapeszcie) – węgierski pisarz, dziennikarz, krytyk i historyk literatury.
Debiutował w 1937 zbiorem poezji Tájkép, elöl guggolva én; początkowo tworzył pod pseudonimem Tibor Pálos. Powieściopisarstwem zajął się po wojnie. W twórczości prozatorskiej podejmował tematykę powojennych przemian społeczno-politycznych na Węgrzech, jak m.in. w zbiorach opowiadań Zima i lato (Tél és nyár, 1952), Syn i wilk człowieka (Ember fia és farkasa, 1967) czy w powieściach Morze sięgające kolan (Térdig érő tenger, 1954), Gracze i kochankowie (Játékosok és szeretők, 1970). 
Większy rozgłos zyskał krótką powieścią Zimne dni (Hideg napok, 1964), poruszającą kwestię zbiorowej i indywidualnej odpowiedzialności za zbrodnie wojenne. Z wydarzeniami II wojny światowej związana jest również fabuła powieści Parázna szobrok (Lubieżne rzeźby, 1978) i Vízaknai csaták (Bitwy na miny wodne, 1988). 
Był laureatem licznych nagród w latach 50.-90. XX wieku.